# Château de Monthoiron
Le château de Monthoiron est situé sur la commune de Monthoiron, dans le département de la Vienne.

## Historique
Il y a un opidum à Monthoiron dès le XIe siècle.
Le château fut la propriété de la famille Turpin de Crissé jusqu'au 1er juillet 1632.
Il ne subsiste plus que deux tours après l'incendie qui a ravagé le château en 1857.
La tour carrée fait l’objet d’une inscription au titre des monuments historiques depuis le 31 décembre 1993 alors que la Tour-Forteresse - dite aussi la Poudrière ou la Tour de l'Architecte - est elle classée depuis le 29 janvier 1996.
La Tour-Forteresse du Château de Monthoiron a fait l'objet de publications et projets de recherche récents,. Ces travaux révèlent une paternité architecturale attribué à Léonard de Vinci. Cette paternité est confirmée par la communauté scientifique internationale réunie en 2010 à Romorantin.